# Antônio Brício de Araújo
Antônio Brício de Araújo foi um político brasileiro.
Irmão do vice-presidente do Brasil Urbano Santos.
Foi vice-governador do Maranhão de 1917 a 1918 e senador do Brasil de 1929 a 1930.